# Souffle (album de Dena Mwana)
Pour les articles homonymes, voir Souffle (homonymie).
Albums de Dena Mwana
Monene
(2016)
Singles
1. Saint-Esprit
Sortie : 15 novembre 2018
2. Souffle
Sortie : 22 novembre 2019
3. Maintenant Seigneur (feat. Dan Luiten)
Sortie : 8 mai 2020
4. Si la mer se déchaîne (Remix) (feat. Soweto Gospel Choir)
Sortie : 21 Août 2020

Souffle est le troisième album studio de la chantre congolaise Dena Mwana, sorti le 4 décembre 2020 par Motown Gospel Africa et Happy People. Il est composé de 14 titres. 
Sur cet album, elle collabore avec plusieurs membres du Corps du Christ, tels que : Dan Luiten, CalledOut Music, Soweto Gospel Choir et Deborah Lukalu.

## Track listing
| Souffle standard edition track listing | Souffle standard edition track listing                        | Souffle standard edition track listing | Souffle standard edition track listing | Souffle standard edition track listing | Souffle standard edition track listing | Souffle standard edition track listing | Souffle standard edition track listing | Souffle standard edition track listing | Souffle standard edition track listing |
| No                                     | Titre                                                         | Producteur(s)                          | Durée                                  |                                        |                                        |                                        |                                        |                                        |                                        |
| -------------------------------------- | ------------------------------------------------------------- | -------------------------------------- | -------------------------------------- | -------------------------------------- | -------------------------------------- | -------------------------------------- | -------------------------------------- | -------------------------------------- | -------------------------------------- |
| 1.                                     | Open Heavens - Intro                                          | Emmanuel Blethy                        | 1:34                                   |                                        |                                        |                                        |                                        |                                        |                                        |
| 2.                                     | Je Bénirai l'Eternel                                          | Erick-Ralph Kionga                     | 4:41                                   |                                        |                                        |                                        |                                        |                                        |                                        |
| 3.                                     | Le Sang Nous Justifie                                         | - Erick-Ralph Kionga                   | 4:50                                   |                                        |                                        |                                        |                                        |                                        |                                        |
| 4.                                     | Maintenant Seigneur (featuring Dan Luiten)                    | - Erick-Ralph Kionga                   | 6:54                                   |                                        |                                        |                                        |                                        |                                        |                                        |
| 5.                                     | Souffle                                                       | - Erick-Ralph Kionga                   | 6:12                                   |                                        |                                        |                                        |                                        |                                        |                                        |
| 6.                                     | Zuwa Nionso (Grâce)                                           | - Erick-Ralph Kionga                   | 5:00                                   |                                        |                                        |                                        |                                        |                                        |                                        |
| 7.                                     | More and More                                                 | - Erick-Ralph Kionga                   | 6:23                                   |                                        |                                        |                                        |                                        |                                        |                                        |
| 8.                                     | Saint Esprit                                                  | - Jow'ell Bombay                       | 9:26                                   |                                        |                                        |                                        |                                        |                                        |                                        |
| 9.                                     | Close To You (featuring CalledOut Msuic)                      | - Erick-Ralph Kionga                   | 4:33                                   |                                        |                                        |                                        |                                        |                                        |                                        |
| 10.                                    | Si La Mer Se Déchaîne - Remix (featuring Soweto Gospel Choir) | - Alexis Faku                          | 4:54                                   |                                        |                                        |                                        |                                        |                                        |                                        |
| 11.                                    | Atmosphere Changes                                            | - Emmanuel Blethy                      | 7:09                                   |                                        |                                        |                                        |                                        |                                        |                                        |
| 12.                                    | Il fera (He's Able)                                           | - Erick-Ralph Kionga                   | 4:49                                   |                                        |                                        |                                        |                                        |                                        |                                        |
| 13.                                    | Mabina Lola (Celebration) (featuring Déborah Lukalu)          | - Emmanuel Blethy                      | 3:29                                   |                                        |                                        |                                        |                                        |                                        |                                        |
| 14.                                    | Souffle - Instrumental                                        | - Erick-Ralph Kionga                   | 5:39                                   |                                        |                                        |                                        |                                        |                                        |                                        |
| 77:00                                  |                                                               |                                        |                                        |                                        |                                        |                                        |                                        |                                        |                                        |